# 王晓鸣
王晓鸣（1957年7月14日—）是一名華裔美國古生物學家和地質學家，在美國生活和教學。

## 專業領域
王晓鸣主要研究新生代哺乳動物的化石演化、系統分類學和親緣關係。他研究內蒙古和整個亞洲的生物地層學、亞洲地質年代學、青藏高原古環境以及歐亞大陸和北美洲之間的哺乳動物遷徙。王晓鸣也研究犬科動物（狗及其近親）的系統學和系統發育，以及南加州和墨西哥晚始新世到更新世的哺乳動物化石。

## 教育
- 中國南京大學理學士
- 中國科學院北京古脊椎動物與古人類研究所
- 美國堪薩斯大學碩士及博士
- 美國自然史博物館博士後
- 美國長島大學助理教授

## 個人生活
王晓鸣是洛杉磯縣自然歷史博物館和倫敦自然史博物館古脊椎動物部的館長。他也是約翰·奧羅伊博士創建的古生物學資料庫的特約研究員。

## 研究
- 犬科的起源與進化
  - 古犬亞科（英语：Hesperocyoninae）、恐犬亞科
- 食肉目動物的其他科
- 青藏高原的古環境
- 內蒙古生物地層學
- 亞洲新近紀陸生哺乳動物生物地層學與年代學

## 資助機構
美國國家科學基金會、中國國家自然科學基金委員會、中國科學院和美國國家地理學會。

## 出版
- Society of Vertebrate Paleontology

王晓鸣也與美國自然史博物館古生物學家理查德·H·特德福德合著了一本廣受歡迎的書《Dogs: Their Fossil Relatives and Evolutionary History》，該書是他們根據犬科動物化石的研究成果所寫的。